# Déconstruction (Martin Heidegger)

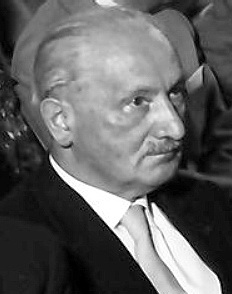
Heidegger en 1960.

Dans les § 6 et 7, de son livre majeur l'Hauptwerk, Être et Temps (SZ p. 20-27), Martin Heidegger présente, comme fondamental, en parallèle avec la Phénoménologie, la tâche d'une  Destruktion, ou d'une « Déconstruction », voire d'une Désobstruction selon les traducteurs, de l'histoire de l'ontologie. Déconstruction a été soutenu par Jacques Derrida. Christian Dubois, présente cette destruktion comme une opération  ayant pour objet de défaire, ou de « déconstruire », une tradition concernant les principaux concepts philosophiques pour en revenir aux expériences originaires afin de les ressaisir dans leurs limites et leur problématicité. Heidegger parle aussi de « remonter aux expériences originales dans lesquelles furent conquises les premières déterminations directrices de l'Être » Être et Temps (SZ p. 22).

## Objet
Le terme de Déconstruction apparaît vers 1955, dans le contexte de la philosophie française à l'occasion de la traduction du texte de Heidegger Contributions à la question de l'être  (Zur Seinsfrage) par Gérard Granel qui a choisi ce terme pour transposer le mot allemand Abbau qu'il voulait distinguer du mot "destruction" (traduction de Zerstörung). Cette traduction paraît confortée par Heidegger lui-même, qui insiste sur le fait que par Destruktion  il ne faut surtout pas comprendre la destruction d'une tradition pour la dévaster et la rejeter dans les ténèbres extérieures du sens philosophique, mais de la démonter (déconstruire) pour se réapproprier des possibilités impensées ou oubliées et entreprendre sur des bases retrouvées, une franche Répétition (Wiederholung)  de la question de l'« Être », autrement dit un autre commencement.
Die Destruktion  transposé  le plus souvent en français par le terme de « Déconstruction » sous l'influence de Jacques Derrida alors que, de son côté, François Vezin s'essaie au terme de « Désobstruction »signalé par Jean Greisch, pour en accentuer le caractère spécial et tenter d'en respecter le sens originel.
Destruction et Répétition sont indissociables, ils forment un couple de concepts inséparables. Dans l'esprit de Heidegger, la « Destruction » ne peut être comprise sans la « Répétition » et inversement. Avec cette démarche, ce dont il s'agit, ce n'est pas le passé mais de l'« avenir », car ce retour au commencement cherche à dévoiler ce qui, tout en étant possible, n'a pas été nécessairement réalisé à l'origine et donc représente , aux yeux de Heidegger, un possible « pouvoir d'être » pour maintenant.

## Historique
Dans les années 1920, le mot d'ordre, selon Hans-Georg Gadamer sous lequel Heidegger a abordé la tradition métaphysique a été le mot « Destruktion » à travers lequel le penseur met en place un véritable « discours sur la méthode » où apparaissent ses exigences de rigueur intellectuelle devant tout ce qui se prétend philosophique. C'est à l'occasion de la recension par Heidegger de l'ouvrage de Karl Jaspers Psychologie der Weltanschungen paru en 1919 que se trouvent explicitement exposés les jalons méthodologiques de la phénoménologie herméneutique qu'il entend mettre en œuvre-. Cette démarche visait à mettre à l'épreuve, entre autres la « conceptualité » moderne et plus particulièrement les concepts de « conscience »  ou de «  res cogitans » de Descartes. 
C'est un fait, que la pensée philosophique traditionnelle manipule des concepts qui ne font l'objet d'aucun questionnement ;  comme l'« être », la « substance », le « mouvement », le « temps » et la « vérité » , mais aussi la « Vie », l'« âme », le « Soi », le « vécu » ; Heidegger en attribue la raison, à l'extinction de la question qui portait sur le « sens de l'être » après   Platon et  Aristote. Il en est ainsi du mot fondamental « être », resté polysémique, flottant, et indéterminé, tout au long de l'histoire, sans que sa nature temporelle, fixée dès Aristote, comme « présence permanente » ne soit jamais entrée en débat. Philippe Arjakovsky détermine le sens de la destruction phénoménologique dans le fait « d'apprendre patiemment à mettre à nu, les concepts originaux pour voir ce qu'ils ont d'étrange quand précisément ce ne sont pas encore des « concepts » ». La « Destruktion » n'a donc pas pour objet de détruire une tradition philosophique mais au contraire de saisir d'une manière plus aigüe ce qui était visé
Heidegger constate qu'en croyant détenir la  réponse à toutes les questions ontologiques, la tradition aurait étouffé la question fondamentale même qui lui a permis de se constituer note Jean Greisch.  Plus encore, la richesse de la tradition contribuerait activement à l'oubli Vergessenheit de l'être qui est aussi l'oubli de la « question de l'être ».

## Le projet heideggérien
Dès la § 5 et 6 de Être et Temps  la « Question de l'être », se développe dans deux directions : la recherche d'un fondement indubitable pour la philosophie et l'examen critique de la tradition .

### La vie facticielle comme fondement
Heidegger ambitionne de fournir à la philosophie un sol incontestable. Servanne Jollivet écrit : « Le projet herméneutique naît de la visée radicale d'une refondation de la philosophie sur un sol originaire apte à garantir en son authenticité l'investigation phénoménologique. Contre le modèle d'une refondation « ex nihilo », telle l'épreuve d'abstraction également destructrice qu'est la tabula rasa cartésienne, ou encore la réduction husserlienne elle-même sise sur une epochê suspensive quant à la vie facticielle, la notion de «destruction» ou «critique destructive» telle que la met en œuvre le jeune Heidegger vise au contraire à réinstaller la pensée dans le domaine originaire qu'est la vie facticielle vécue comme expérience propre [...]C'est en effet dans la vie, comprise en et par elle-même— fût-ce sous la forme vitale dérivée de l'attitude phénoménologique — que peut être trouvé cet ancrage originaire et premier dans lequel s'enracine toute élaboration spirituelle ou culturelle ».

### L'appropriation de la tradition
Reprendre la question du « sens de l'être », là où elle avait été délaissée suppose l'appropriation d'une tradition, pour pouvoir remonter à ses origines. Mais écrit Jean Greisch, « loin de favoriser l'autocompréhension du Dasein tout se passe comme si la tradition l'entravait, du fait qu'elle étouffe ses questions les plus propres ». En bout de course, il ne s'agira pas de rejeter ladite tradition en bloc, mais de la « répéter », ou de la rejouer, en écartant tout ce qui, au fur et à mesure, a contribué à son durcissement. Pour résumer, comme l'écrit Dominique Janicaud,  « le sens positif de la destruction, il s'agit non de laisser tomber le passé mais de le libérer d'une sclérose qui résulte d'un oubli de l'« historicité » ».
Gérard Guest, dans sa contribution à l'article « Destruction » du Dictionnaire nous en présente la démarche ainsi : « l'œuvre de Destruction consiste à « déliter » et « débâtir » la structure des couches de sédiments superposées qui ont peu à peu recouvert (enseveli jusqu'à l'oubli ?) toute possibilité d'accès aux expériences originales du « sens de l'être », jadis conquises de haute lutte, à l'origine de la tradition métaphysique elle-même ». Françoise Dastur parle elle de « la tâche de la  Destruktion […] , comme le fait de desserrer, défaire, relâcher […] ce qui est trop noué, trop enlacé, trop compact […] à dégager les diverses couches d'une construction, à faire apparaître l'ordre d'une disposition, plutôt qu'à renverser ou à détruire ». Bien loin de les dévaster, il s'agit de mettre de côté les énoncés purement historiques portant sur l'histoire de la philosophie pour entendre ce que la tradition nous dit à travers eux de l'être de l'étant, « en donnant à ce fonds initial la possibilité d'une métamorphose libératrice » poursuit Gérard Guest.
En vue d'éviter tout malentendu, Gérard Guest, souligne que ce moment « destructif » est en même temps une mise à jour de possibilités impensées ou laissées de côté. C'est cette reprise de possibilités ignorées qui va constituer pour Heidegger la trame d'une grande partie de son œuvre à travers une large expérience de reprises et de répétition. Il s'agit particulièrement, comme le note Françoise Dastur, de renouer avec le commencement grec, dans lequel il fallait à nouveau puiser « wiederholen » pour rendre la vie à une tradition sclérosée.

#### Principe d'interprétation du passé
Ce qui est en question c'est la relation de l'interprète contemporain aux Grecs anciens. Heidegger n'obéit pas à une pure curiosité historique mais il pense que si nous nous situons dans une époque de l'être qui peut être opposée à d'autres, comme au christianisme et à la modernité, quelque chose viendra à la parole pour nous éclairer sur le degré d'« oubli de l'être » où nous vivons. Si nous tentons de puiser dans le trésor des plus anciennes notions, des paroles dites « fondamentales » selon l'expression de Marlène Zarader, Heidegger pense que leur compréhension demande « de penser à la manière grecque la pensée des Grecs » selon l'expression rapportée par Didier Franck c'est-à-dire « penser sans recourir à des concepts plus tardifs, modernes, par exemple ou à des représentations directement ou indirectement chrétiennes, romaines, autrement dit penser depuis l' ἀλήθεια  et le retrait de l'être comme mode initial de son décèlement ». Il s'agit d'éviter de ne voir dans l'histoire du passé qu'une étape préliminaire au présent, une espèce d'ébauche hésitante. Heidegger nous invite, face à l'étrangeté du dire, à nous sentir d'abord comme exclus de leur parole, pour pouvoir dans un deuxième temps, nous ouvrir dans un saut, à l'être même de l'histoire dans laquelle il n'y a pas à proprement du passé mais  seulement de l'« être été ». C'est à la Grèce archaïque de l' épos ἔπος et du muthos, μῦθος (du récit et de la fable), de la Grèce d'Homère et d'Hésiode, à laquelle Heidegger se réfère afin d'élucider le sens des paroles présocratiques.  Cette « destruction » du passé vise à « nous réveiller du sommeil ontologique du présent » écrit Jean Grondin. 
Cette méthode consistant en une destruction suivie d'une répétition (reprise), Heidegger se l'applique à lui-même dans le cours de ses propres recherches et même à l'intérieur d'un seul et même ouvrage. Il en est ainsi dans Être et Temps où on le voit conduire et approfondir son questionnement par la reprise et la répétition des mêmes thèmes. Comme le remarque Jean Greisch toute la vaste analyse de l' «être-au-monde » de la première section de l'ouvrage sera entièrement reprise et répétée dans les paragraphes 61 et 62 sous l'éclairage de la temporalité « sub specie temporis  ». Bien entendu cette répétition aboutit à une véritable ré-interprétation. Il en est de même pour le thème de l'historialité du Dasein  abordée une première fois au paragraphe (§6) et qui sera repris et étendu aux (§72 à 77).
En résumé nous dit Servanne Jollivet, il s'agit de déconstruire les concepts en usage et de réactiver leur charge phénoménale, en cherchant à mettre à jour, sur un plan pratique, leur multiplicité de sens et leurs diverses orientations sémantique. Dans l'ordre il va s'attaquer dès 1919, au concept de « vision du monde » de Jaspers puis aux problèmes de l'« à priori et du vécu » contre les positions du néo-kantisme et de Dilthey, enfin il tente de libérer le concept d'histoire de toute connotation objectivante.

#### La méthode
C'est une règle constante, chez Heidegger dans ses confrontations avec la tradition :  « conformément au principe établi par Platon, il s'est tenu, dans toute son œuvre, à l'attitude qui veut que dans un débat de fond il convient, quelles que soient les divergences, plutôt que de dénigrer  l'adversaire, de le rendre d'abord plus fort et ce en vue de préserver la qualité de la controverse » note Hans-Georg Gadamer. 
La manière de Heidegger est à la fois critique mais aussi « constructive » du fait d'un intense renouvellement de l'approche phénoménologique ; ainsi pour lui, la phénoménologie ne vaut en tant qu'instrument que tout autant que ses propres présupposés sont pris en compte dans la description elle-même. Par rapport à son maître Edmund Husserl, on relève un certain nombre d'évolutions décisives telles que la recherche du domaine originaire, à même l'expérience concrète de la vie, par un processus de destruction et d'explicitation, qui vont permettre à une herméneutique de la facticité de se développer.
Au paragraphe 7(§7) d'Être et Temps note Marlène Zarader, Heidegger nous présente sa propre compréhension de la phénoménologie et la façon dont il entend la mettre en œuvre.

## L'extension derridienne

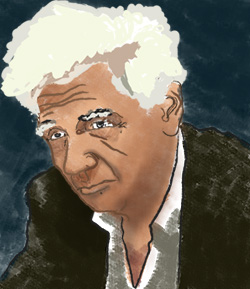
Derrida-by-Pablo-Secca.

Avec Jacques Derrida, selon Marc Froment-Meurice on trouve une conception de la « Déconstruction » qui reprenant  explicitement la méthode heideggerienne, prétend lui faire faire un pas supplémentaire non dans le sens d'un surcroît de radicalisme mais en mettant en doute sa radicalité même, en la vidant de tout ce qu'elle pouvait contenir de positivité. Ainsi Gérard Guest dans un article Déconstruction peut parler d'abandon de tout espoir d'« appropriation positive », d'une véritable philosophie du soupçon, visant à dévaloriser les premières déterminations conquises de haute lutte dans l'entente heideggerienne. Entre Derrida et Heidegger l'esprit et la pratique s'avèreront en définitive totalement différents.

## La Déconstruction à l'œuvre
Servanne Jollivet résume dans le sous-titre des son article le mouvement de pensée du philosophe : « De « la critique historique » à la « destruction de l’histoire de l’ontologie ». Isabelle Thomas-Fogiel, dans sa thèse écrit : « Quel que soit le domaine qu’il aborde dans ses cours préparatoires à Être et Temps  (la phénoménologie, la logique, la philosophie classique, etc.), la méthode y demeure la même, celle de la « destruction ». Ainsi S-J. Arrien, recensant tous les thèmes abordés de 1919 à 1923, n’hésite pas à les regrouper sous la dénomination de « chemins de la destruction » . Par exemple, le travail sur la logique (effectué en 1925-26) revient pour Heidegger à mettre en œuvre une destruction critique historique ». 

### La philosophie
C'est à l'histoire et notamment à l'histoire de la philosophie, que Heidegger s'est prioritairement intéressé. Heidegger voit la philosophie, non comme un objet conceptuel, mais comme un chemin. Un chemin ouvert par les Grecs, qui sera un temps « gouverné et dominé par des représentations relevant du christianisme » Servanne Jollivet écrit « Sa démarche consiste ainsi, eu égard à l'histoire de la philosophie tout d'abord à vider les concepts et notions traditionnelles de leur contenu rigidifié, de leur teneur doctrinale et de les reconduire à la source vive de la signification, à savoir au sens vivant auquel ils doivent eux-mêmes leur surgissement ». 
Heidegger écarte d'emblée les courants philosophiques contemporains qui privilégient la notion de « vision du monde ». Sophie-Jan Arrien note que, pour Heidegger, la métaphysique devenue « vision du monde » « ne nourrit plus l'inquiétude spirituelle du philosophe mais lui procure plutôt un apaisement du combat intérieur contre l'énigme de la vie et du monde ». À la notion de « vision du monde » qu'il considère comme un « leurre philosophique » Heidegger va opposer l'idée d'une philosophie comme « science originaire ».
Isabelle Thomas-Fogiel, dans sa thèse, souligne qu'après la « kehre »,  « le mouvement de destruction de l’ensemble de l’histoire de la philosophie se poursuit. Bref, la destruction n’est  pas abandonnée (comme le sera l’analytique du  Dasein , vestige d’une subjectivité encore trop  prégnante aux yeux du second Heidegger), mais au contraire amplifiée jusqu’à la fin, au point qu’elle apparaît bien comme le « fil rouge » de toute l’œuvre, que l’on peut résumer d’une seule expression : « un radicalisme de la destruction », qui concentre les deux termes le plus souvent employés par Heidegger pour qualifier son entreprise ».

### L'histoire
Si Heidegger en vient à critiquer la science historique, proprement dite c'est moins en raison de son insuffisance en scientificité voire des conséquences relativistes entraînées par son objet ou sa méthode que pour son incapacité à thématiser ses propres conditions de possibilités. Jusqu'à lui, les analystes ne s'étaient interrogés que sur les conditions de possibilité de la science historique et non sur les « conditions de possibilités de la réalité ou de la chose historique  en elle-même ».
Ce qui est historique relève d'un monde passé, monde dont l'horizon a appartenu à un Dasein qui a existé, a eu des projets, s'est projeté vers l'avenir à travers ses œuvres, ses paroles et ses institutions, qui sont encore là, jetant ainsi un pont vers notre présent, ce qui donne au Dasein résolu la possibilité d'aller chercher du côté de la tradition, de nouvelles possibilités « facticielles ».
L'objet propre de l'historien apparaît comme un « possible répétable », que la connaissance doit manifester comme tel. La facticité de l'objet historique, en tant que tel, réside dans son possible « ayant-déjà été là ». Comprendre en tant que toujours là présente, cette possibilité : c'est proprement « accomplir » et non pas se contenter de recueillir et d'insérer dans le fil d'une histoire objective.

### Le temps
Dans Être et Temps (Sein und Zeit ), la Destruktion  porte sur le concept de temps ; elle se propose de révéler par quelles étapes successives l'expérience originaire du temps a été recouverte par la métaphysique, faisant oublier le sens originaire de l'être comme être temporel. Conformément à son intuition Heidegger, à rebours de la tradition, cherche à donner une « interprétation du temps comme horizon possible de toute compréhension de l'être en général »,. Il en trouvera confirmation dans l'étymologie du terme générique grec désignant l'étant, Ousia venant de Parousia, qui voulant dire « être-là-devant », parle de « Présence ».
Là aussi nous dit  Servanne Jollivet, il s'agit de remonter jusqu'au vécu « dans lequel le concept s'enracine à titre d'objectivation spécifique ». La déconstruction permet à Heidegger d'échapper aux faux problèmes qui encombrent la question du temps et le conduit à réinterpréter les plus essentiels (savoir si le temps relève plutôt de l'ordre physique que de l'âme ou du psychique, sur l'antinomie husserlienne entre conscience intime du temps et temps objectif). Heidegger écarte toute explication théorique. Le problème du temps doit être abordé à la manière dont nous expérimentons la temporalité dans la « vie facticielle » et nous demander ce que dans cette expérience veulent dire passé, présent, avenir. « Notre chemin part de la vie facticielle à partir de laquelle on conquiert le sens du temps » écrit Heidegger.

### La logique
Dès 1912 Heidegger s'interrogeait « Qu'est-ce que la logique ? ».
Heidegger n'est pas historien de la philosophie au sens strict. Son recours à l'histoire est un retour phénoménologique à la fois critique et destructif pour en libérer le refoulé en répétant c'est-à-dire en reprenant certains problèmes impensés. La destruction de la logique à laquelle procède Heidegger entre 1925 et 1930 prépare selon Françoise Dastur le tournant du milieu des années trente. Ce qui est mis en question et notamment après le Tournant, c'est la suprématie inquestionnée de la logique au nom d'une conception de la vérité qui fait apparaître la limitation de la pensée grecque de l'être. Un tel questionnement, observe Françoise Dastur implique une déconstruction critique des thèses fondamentales sur lesquelles est fondée la domination de la logique sur la pensée occidentale à savoir la conception de la vérité dans le jugement, la conception de l'être dans la copule, les thèses sur le langage et la conception du néant. Cette destruction en exposant son caractère dérivé montre que la domination de la logique n'a pas lieu d'être.

### La vérité
Avec la « déconstruction du concept classique de vérité » Heidegger cherche à montrer qu'entre l'alètheia grecque et la « vérité certitude » contemporaine quelque chose de la richesse du premier sens, s'est perdu, tout au long d'un lent processus qui va scander à travers les mutations de ce concept « les époques de l'histoire de l'être ».

### L'art
« Concernant l'art, le travail de « destruction », se rassemble sous l'appellation de « dépassement de l'esthétique » » écrit Hadrien France-Lanord. Pour accéder à l'essence de l'« œuvre d'art », à  « l'être-œuvre de l' œuvre », selon l'expression de Heidegger, il ne suffit pas de se libérer de toute discipline esthétique pour revenir à une conception pré-moderne de l'art, mais il s'agit de poursuivre le travail de « déconstruction » en deçà. Il faut d'abord se départir des concepts fondamentaux platoniciens et aristotéliciens, comme le concept de « forme » et celui de  « matière » qui en sous main encadrent notre compréhension des œuvres écrit Christian Dubois. Il s'agit de se libérer des considérations esthétiques et d'accéder à l'œuvre d'art pour la considérer selon l'expression du Dictionnaire « en elle-même » et non plus de la juger à travers le plaisir qu'elle nous procure ou tout au moins, puisqu'il ne s'agit pas d'exclure la beauté, « de la penser autrement qu'à partir du plaisir esthétique du sujet de goût ».

### La théologie
Bien que le rôle « fondateur » de la philosophie soit ici aussi réaffirmé avec insistance contre les tenants d'une philosophie chrétienne, la « démarche destructive » va être utilisée d'abord pour montrer comment les contenus principaux de la dogmatique chrétienne ont influencé, infléchi ou obscurci la réception des concepts fondamentaux de la philosophie. Par ailleurs dans la recherche qu'il conduit  sur phénomène originaire du concept de la vie, notamment dans son livre Phénoménologie de la vie religieuse, Heidegger va utiliser la technique de la « déconstruction », en prenant appui sur les épîtres pauliniennes, pour découvrir le logos qui est à l'œuvre dans la situation facticielle particulière du primo-chrétien et dont il pense qu'elle révélera la conceptualité herméneutique du phénomène de la vie en général.

### L'ontologie
Dans sa « Lettre à Richardson »  de 1962, Heidegger interroge « Quelle est la détermination simple et unitaire de l'être qui régit toutes les multiples significations de l'étant. Que veut dire être ? » cité par Françoise Dastur.
La « destruction » de l'histoire de l'ontologie n'est possible qu'à partir d'un questionnement sur le sens de l'être, qui va ouvrir la voie à une répétition des possibles enveloppé dans le passé. Le dévoilement du présupposé « ousiologique » (l'être équivalent à la substance) qui fonde l'ontologie traditionnelle supprime le principal obstacle qui bloque toute tentative de refondation souligne Servanne Jollivet.  Derrida, note que cette « destruction » de l'histoire de l'ontologie correspond de fait à une destruction de l'ontologie elle-même. Après le Tournant on comprend que déjà dans Être et Temps, le point de départ à partir du domaine de la subjectivité doit être déconstruit avec la mise à l'écart de toute problématique anthropologique au profit de la seule expérience de l' « être-le-là»

#### La destruction d'Aristote

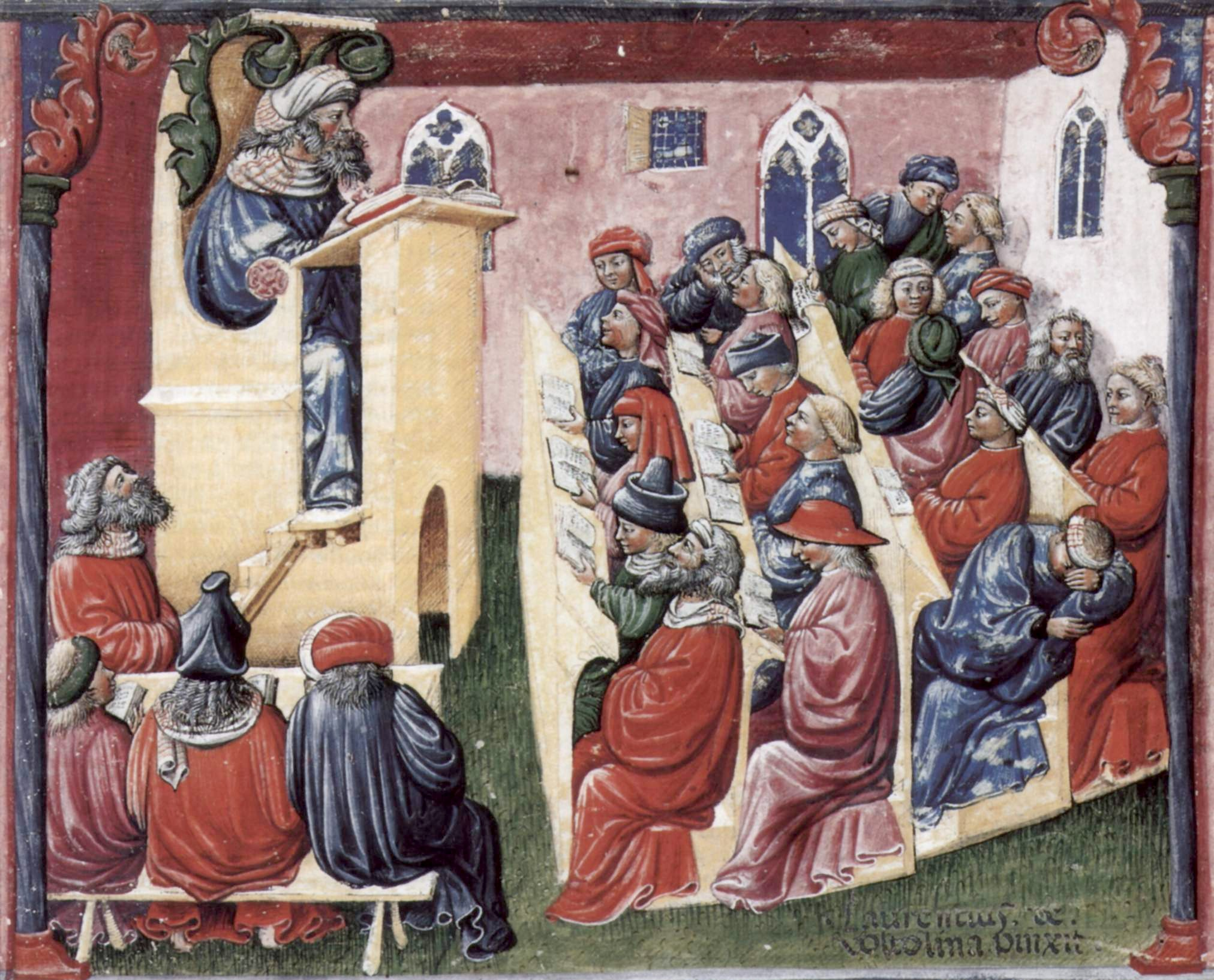
Université au XIV.scolastique aristotélicienne

Le premier personnage de la philosophie auquel Heidegger s'est attaqué est Aristote. Dans sa volonté d'installer une véritable problématique de l'existence (vie facticielle) dont il avait dont il avait puisé les éléments dans ses recherches sur le proto-christianismre (voir article Phénoménologie de la vie religieuse), Heidegger critique l'interprétation et la conceptualité grecque issus d'Aristote, surtout en tant que  réinterprétée par les théologiens, qui ont pendant deux millénaires dominé la pensée chrétienne. Selon Christian Sommer, c'est cette interprétation chrétienne et scolastique que Heidegger critique et qu'il cherche à transcender pour revenir à une véritable interprétation concrète de la philosophie  du Stagirite, beaucoup plus phénomologique et attentive à la vie que ne le dit la tradition.
Pour Hans-Georg Gadamer, seuls ceux qui étaient présents à Marbourg dans les salles de cours ont pu mesurer le poids de la présence réelle d'Aristote dans la pensée du jeune professeur, mais d'un Aristote libéré de toutes les interprétations scolastiques déformantes accumulées.
Dans le cadre de ses travaux sur le fondement philosophique de la logique, Heidegger découvre que même chez lui, la theoria n'est pas une activité éthérée, détachée de la vie, de nature intemporelle, mais au contraire le fait d'un Dasein, historique, engagé dans une existence déterminée. Son intuition, lui dit que ce ne sont ni les Grecs, ni Aristote, qui furent à l'origine de cette coupure fondamentale entre théorie et pratique, mais leurs interprètes Scolastiques qui l'exagérèrent. Les écoles ont fait d'Aristote le père de la « Logique » et l'inventeur de la « copule », un penseur qui n'aurait compris l'être de l'étant qu'à travers la katégoria ; réduction à laquelle Heidegger s'oppose en exhumant véritablement un Aristote inconnu, phénoménologue avant la lettre.
Il s'agira, pour lui, de mettre en évidence l'enracinement de la theoria et de la praxis dans le nouveau concept de « Souci », que lui avait fait découvrir, par ailleurs sa fréquentation du Livre X des confessions de Saint Augustin et ses travaux sur la vie des premiers chrétiens (voir Phénoménologie de la vie religieuse), dont il va s'acharner à trouver les linéament dans l'œuvre même du Stagirite, «Souci» qui va devenir progressivement l'essence même de l' « être » de l'homme dans Être et Temps
En outre, avec l'appui de l'héritage aristotélicien, de préférence celui de l'éthique et de la rhétorique, le jeune professeur de Marbourg, va pouvoir innover en interprétant systématiquement les phénomènes fondamentaux de la vie facticielle (les manières de se comporter du Dasein), qui avaient été dégagés antérieurement, pour les porter, eux aussi, au niveau d'une détermination catégoriale, qui seront à la base des futurs « existentiaux », ou « catégories de l'existence », de Être et Temps.
Après Aristote, Hegel et Kant appartiennent à l'ontologie métaphysique que Heidegger veut détruire (entendre déconstruire) « pour faire apparaître la pensée de l'être qui se cache sous les dépôts ontiques ».

#### La destruction du néo-kantisme
Heidegger reconnaît en Kant le premier penseur à avoir, après Aristote, tenté de donner un fondement à la métaphysique mais comme il reste à son sens, prisonnier de la tradition, Heidegger se propose de répéter de façon plus originaire la fondation kantienne et en cela son interprétation est à l'opposé de celle que donne le « néokantisme » comme cela s'est vu dans la  « célèbre controverse de Davos » de 1929 avec le néo-kantien Ernst Cassirer. Il accusait la tradition néo-kantienne de ne conserver de Kant qu'une « théorie de la connaissance », alors que lui-même voyait en lui un prédécesseur soucieux de mettre à jour les conditions ontologiques et notamment temporelles de l'étant

## La Répétition

### Le sens de la répétition

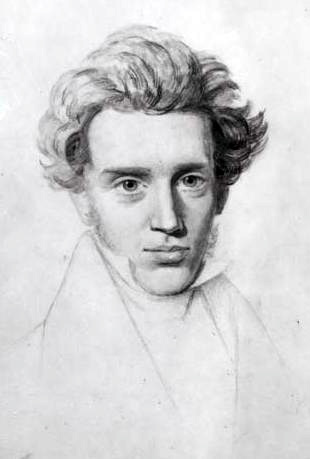
Kierkegaard

Le terme de « Répétition » Wiederholung est un terme repris au penseur chrétien Kierkegaard qui, dans le monde de sa foi, pense la répétition comme reprise et plus particulièrement « la re-saisie authentique de soi devant Dieu ». Heidegger, dans Être et Temps,(§ 66), va faire sien ce mouvement de « ressaisie de l'être »  lui faire subir un infléchissement et le présenter non seulement comme le rappel d'un « avoir-été » mais comme une reprise des possibilités d'un passé possible qui n'ont pas eu lieu. Il s'agit de ranimer un « pouvoir-être », oublié et recouvert, qui va permettre en reprenant des possibles du passé de chercher sélectivement ce qui s'est inscrit, une fois déjà, dans l'être pour en reconnaître et rés-susciter le « pouvoir-d'être », « pour notre temps »,.
C'est, note Heidegger, appliquant ce principe à sa propre démarche, parce que la compréhension de l'être (le possible, la transcendance), est elle-même une tendance d'être appartenant au Dasein  que la possibilité d'une répétition de la « question de l'être » a été fournie à Être et Temps.
Mais il ne s'agit pas de reprendre ou de répéter simplement une question mais d'élaborer, en des termes nouveaux, la manière de la poser. Pour cela il faut détruire ce que les réponses traditionnelles consacrées ont eu de sclérosant, au fil du temps, pour l'entente inaugurale de la question. Pour Servanne Jollivet, il s'agit de déconstruire les concepts en usage et de « réactiver leur charge phénoménale, en cherchant à mettre à jour la diversité des sens et la multipliité de leurs orientations sémantiques ». Les réponses traditionnelles en recouvrant d'évidences progressives nos possibilités d'étonnement ont déraciné l' « être-là » que nous sommes et l'ont privé de son « ad-venir »  le plus propre. Répétition signifie alors la quête d'en enracinement nouveau.
Ainsi, si pour tous les philosophes, les anciens grecs ont tenu une grande place, c'est seulement chez Heidegger qu'ils sont perçus comme les initiateurs et les penseurs « originaires », au plein sens du terme, comme le montre les essais et conférences et le souligne Jean Beaufret ; ils sont ceux vers lesquels il faut se tourner pour retrouver à travers la « Répétition », le point inaugural d'un autre chemin possible de la pensée, l'aurore d'un autre commencement. Heidegger a mis un accent particulier sur la pensée des trois présocratiques Anaximandre, Héraclite et Parménide qui n'étaient plus pour lui des étapes conduisant à la question métaphysique, en somme de grands prédécesseurs, mais des témoins privilégiés de l'« ouverture » du commencement de la pensée.
Gerard Guest souligne l'esprit dans lequel Heidegger conçoit une telle destruction-répétition de la tradition qui n'est pas une  affaire de « table rase» mais la patiente exhumation du passé pour y recueillir un « pouvoir d'être » enfoui, pour notre temps. « La destruction « fait apparaître », montre, « fait voir », et c’est en cela qu’elle est dite « phénoménologique ». La définition du « détruire » charrie donc une entente précise de la vérité et de l’histoire. Les concepts théoriques ont voilé ce qui initialement se donnait comme « être découvert ». Ils ont dissimulé « ce qui se montre, tel qu’il se montre à partir de lui-même » » écrit Isabelle Thomas-Fogiel , dans sa thèse.
Avec le concept de « répétition », Heidegger écarte la conception d'un héritage statique qui s'imposerait. Il faut l'entendre comme reprise du passé et répétition des possibilités du  Dasein, qui ont été là. La répétition du possible n'est ni une restitution du « passé », ni le fait de renouer le présent au « dépassé » .La répétition répond plutôt à la possibilité d'existence qui a été là.
Pierre Caye rappelle que ces points de blocage qui ont empêché la métaphysique d'évoluer, sont à mettre au compte de la volonté de l'homme et de l'impérialisme de la raison imposant ses contraintes logiques et ses lois d'identité et de causalité.
L'idée de répétition n'est pas en priorité un problème de connaissance mais le mouvement historial geschehen; c'est l' « ad-venir » qui est en question dans le fait du devenir historique.